# Insurrección loretana de 1896
La insurrección loretana de 1896 se refiere a la sublevación popular que llevó a la declaración de un Estado federal autónomo en Loreto (Perú). Si bien tenía como objetivo conseguir una mayor autonomía para Loreto, la insurrección fue comandada por personas ajenas a la región: el militar Mariano José Madueño y un limeño de origen piurano, el prefecto coronel Ricardo Seminario y Aramburú. La rebelión se extendió hasta las ciudades de Pucallpa, (cuando el departamento de Ucayali aun formaba parte de Loreto), la ciudad loretana de Yurimaguas y las ciudades  de Tarapoto y Moyobamba en el departamento de San Martín; sin embargo, este movimiento fue rápidamente reprimido por el gobierno de Nicolás de Piérola, entonces presidente del Perú, quien envió tropas para sofocar la rebelión.
Según los investigadores Fernando Santos y Frederica Barclay, el levantamiento generó indirectamente algunos resultados positivos para la región. Uno de ellos fue el traslado de la capital de Loreto de Moyobamba a Iquitos, cambio que consolidó la posición de facto que tenía esta ciudad como sede del poder político y económico en la región.
Ninguno de los impulsores de la insurrección pretendía el separatismo del Estado peruano. Más bien, su motivación estaba dirigida a lograr cierta autonomía y, con ello, presionar para que todo el país se volviera federalista.